# Гутінаш
Гутінаш (рум. Gutinaș) — село у повіті Бакеу в Румунії. Входить до складу комуни Штефан-чел-Маре.
Село розташоване на відстані 204 км на північ від Бухареста, 41 км на південь від Бакеу, 121 км на південний захід від Ясс, 127 км на північний захід від Галаца, 111 км на північний схід від Брашова.

## Населення
За даними перепису населення 2002 року у селі проживали 506 осіб, усі — румуни. Усі жителі села рідною мовою назвали румунську.